# 十一月十五日镇
十一月十五日镇是巴西南大河州的一个市镇。总面积223.638平方公里，总人口3561人，人口密度15.9人/平方公里。